# HTC Son
HTC Son is een Nederlandse hockeyclub uit de Noord-Brabantse plaats Son.
De club werd opgericht op 23 september 1963 en speelt op Sportpark De Gentiaan waar ook een tennis- en een golfclub (Golfclub Son) zijn gevestigd.  Het eerste damesteam speel in seizoen 2019/2020 in de tweede klasse. In seizoen 2020/2021 heeft de club geen eerste herenteam dat uitkomt in de bondscompetitie. Wel heeft de club een breedtesportteam (Heren 2) dat uitkomt in de districtscompetitie van Zuid-Nederland.
In het seizoen 2017-2018 heeft het eerste meisjes B team de landelijke competitie super B gespeeld.